# Albany United
Albany United ist ein neuseeländischer Fußballklub aus Albany in der Region Auckland.

## Geschichte
Der Klub wurde unter dem Namen Albany Wairau United im Jahr 1977 gegründet. Im Jahr 1996 wurde er der Name dann zum heutigen Albany United geändert. Heute gehört er zu den größten in der Stadt.
Bis zum Anfang der 2000er Jahre spielte die Mannschaft in der dritthöchsten regionalen Spielklasse. Danach gelang durch zwei zweite Plätze der direkte Durchmarsch in die Division 1 bis zur Saison 2004. Zur Spielzeit 2006 gelang dann auch der Aufstieg in die höchste Liga des Verbandes, der damaligen NRFL Men’s Premier. Nachdem man dann von 2008 bis 2009 nicht mehr angetreten war, fing man zur Saison 2011 wieder in der Division 1 an, danach gab es eine Phase, in welcher man sich nur in der Division 2 befand, seit der Spielzeit 2020 war man aber wieder zurück in der Division 1, stieg jedoch über den 11. Platz nach der Runde 2022 wieder ab.
Im Chatham Cup, erzielte man in der Saison 2019 das beste Ergebnis, als man es bis ins Viertelfinale schaffte, dort dann aber den Napier City Rovers erst im Elfmeterschießen mit 3:4 unterlag.